# Centrophasma longipennis
Centrophasma longipennis is een insect uit de orde Phasmatodea en de  familie Diapheromeridae. De wetenschappelijke naam van deze soort is voor het eerst geldig gepubliceerd in 1944 door Günther.